# Antoine Balard
Antoine-Jérôme Balard (ur. 30 września 1802 w Montpellier, zm. 30 kwietnia 1876 w Paryżu) – francuski chemik, odkrywca bromu.
Początkowo był aptekarzem, następnie zaczął pracę jako asystent na wydziale nauk ścisłych Uniwersytetu w Montpellier. W 1842 został profesorem Sorbony, a od 1851 College de France. W 1844 został członkiem Francuskiej Akademii Nauk. Opracował przemysłową metodę otrzymywania z wody morskiej siarczanu sodu i soli potasowych. Badał związki chloru. W 1826 odkrył brom w wodzie morskiej.

## Upamiętnienie
Imię Antoine'a Balarda nosi plac w XV dzielnicy Paryża.